# Президентские выборы в Гватемале (1904)
Президентские выборы в Гватемале состоялись в июле 1904 года. В результате победителем стал Мануэль Эстрада Кабрера, который получил все голоса за, кроме трёх против. Он вступил в должность 15 марта 1905 года.

## Результаты
| Кандидат                           | Партия                             | Голоса  | %     |
| ---------------------------------- | ---------------------------------- | ------- | ----- |
| Мануэль Эстрада Кабрера            | Либеральная партия                 | 548 830 | 99,99 |
| Мануэль Барильяс Берсиан           | Либеральная партия                 | 3       | 0,01  |
| Недействительных/пустых бюллетеней | Недействительных/пустых бюллетеней |         | –     |
| Всего                              | Всего                              | 548 833 | 100   |